# Trauma (lengyel együttes)
A Trauma nevű lengyel death metal együttes 1986-ban alakult meg Elblągban, Thanatos néven. Ezen a néven két demót dobtak piacra, a többi lemezüket már Trauma néven jelentették meg. Lemezeiket a Pagan Records, Empire Records kiadók jelentetik meg. A zenekar jelen van továbbá a "lágyabb" speed metal műfajban is. Többször koncerteztek is már, olyan nagy nevekkel, mint az Obituary, Hate, Sceptic, Dies Irae, Lost Soul, Monstrosity és még sokan mások.

## Tagok
- Arkadiusz Sinica - dobok
- Jaroslaw Misterkiewicz - gitár
- Artur Chudewniak - éneklés

Ez a jelenlegi felállás. Rajtuk kívül még többen megfordultak a zenekarban.

## Diszkográfia
- Thanatos néven
- Deo Optimo Maximo (demó, 1989)
- Out of Sanity (demó, 1990)

Trauma néven
- Invisible Reality (demó, 1992)
- Comedy is Over (1996)
- Daimonion (1998)
- Suffocated in Slumber (2000)
- Crash Test (koncertalbum, 2001)
- Imperfect Like a God (2003)
- Determination (2005)
- Hamartia (EP, 2006)
- Neurotic Mass (2007)
- Archetype of Chaos (2010)
- Karma Obscura (2013)